# Mamba Jamesonova
Mamba Jamesonova (Dendroaspis jamesoni) je středně dlouhý až dlouhý, štíhlý a vysoce jedovatý stromový had z čeledi korálovcovitých. Žije ve střední Africe a na některých místech východní a západní Afriky. Je to velmi rychlý, hbitý a útočný had, který loví svou kořist převážně v korunách stromů, ale i na zemi.

## Vzhled
Tento druh je dlouhý, lehce zploštělý a velmi tenký, se středně dlouhým zužujícím se ocasem, jenž bývá často žlutý. Průměrná délka dospělého jedince činí asi 1,65 metru, někteří jedinci však mohou dorůst až délky 2,7 metru. Mamba Jamesonova bývá velmi podobně zbarvená jako mamba zelená a také ona má šupiny pokrývající tělo s černými okraji. Bývá obvykle tmavozelená, neobvyklé však není ani světlejší zelenavě žluté zbarvení. Na břišní straně je většinou bledě zelená. Mamba Jamesonova má protaženou úzkou hlavu s výrazným přechodem. Stejně jako u mamby zelené se jí může při rozrušení zplošťovat krk. Oči jsou středně velké, s kulatými zornicemi, hřbetní šupiny jsou zkosené, hladké a rovné. Mamby jsou proteroglyfní hadi, kteří mají jedové zuby v přední části tlamy, pevně spojené s kostí.

## Výskyt
Tato mamba žije na poměrně širokém území. Oblast jejího rozšíření pokrývá převážnou část střední Afriky a části Afriky západní a východní. Lze se s ní setkat od Ghany přes Togo, Nigérii a Středoafrickou republiku po Súdán, od Kamerunu přes Rovníkovou Guineu a Gabon až po severní Angolu, od Konžské republiky, Demokratické republiky Kongo, Ugandy, Rwandy a Burundi až po Jižní Súdán a Keňu.

## Prostředí
Žije v deštných pralesích, zalesněných oblastech a v houštinách až do nadmořské výšky 2200 metrů. Umí se přizpůsobit změněným podmínkám, takže dokáže přežívat i v oblastech, kde byly téměř vykáceny stromy, pokud je tam dostatek křovin a pár stromů, jež jí poskytnou úkryt. Tento had se nezřídka vyskytuje i na střechách vesnických domů, v městských parcích a na zemědělské půdě.

## Chování, potrava a nepřátelé

### Chování

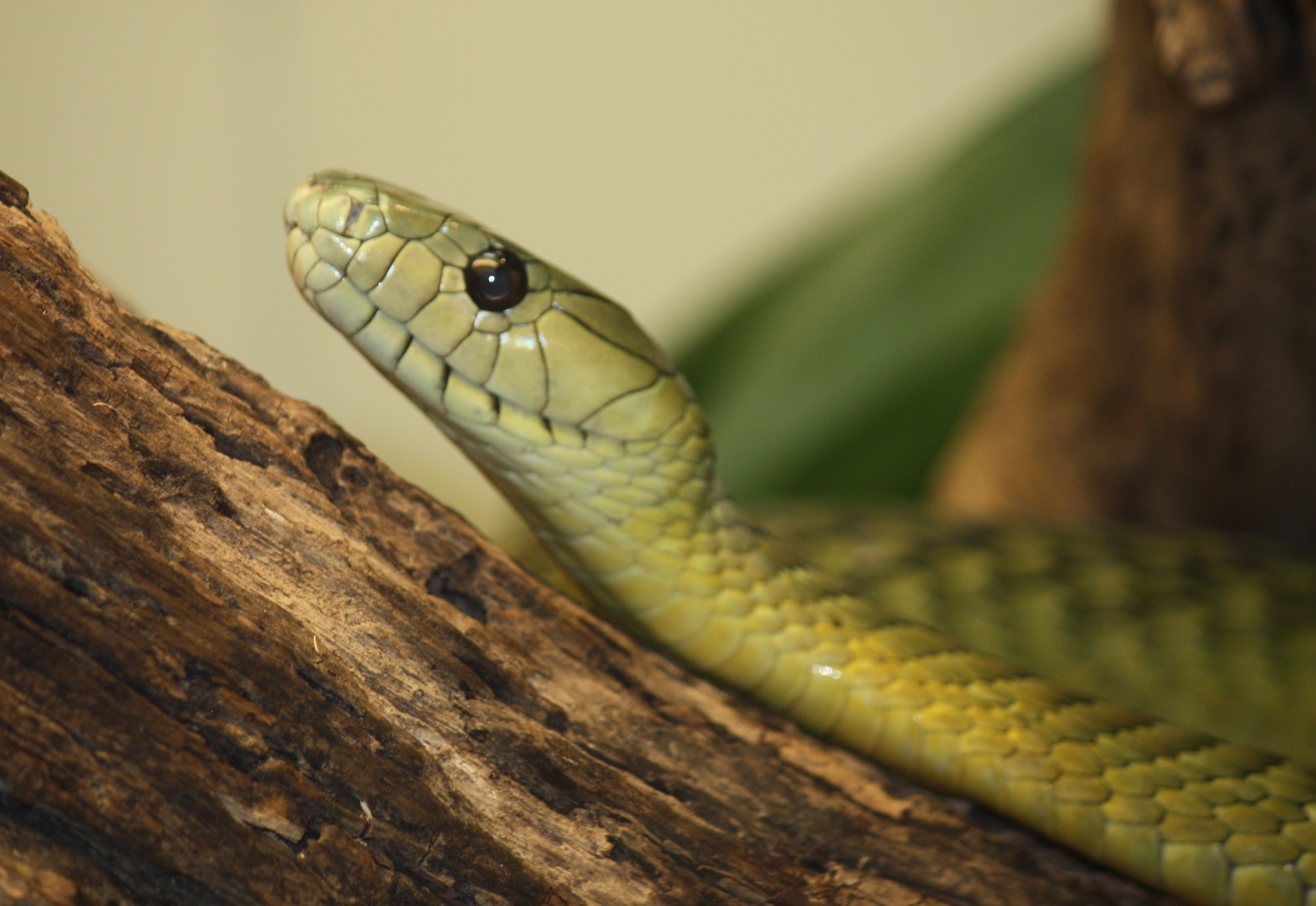
Mamba Jamesonova a detail hlavy

Život mamby Jamesonovy je spjat se stromy mnohem víc než život ostatních mamb. Na zem slézá pouze při lovu kořisti. Stejně jako ostatní mamby je to denní živočich. Tak jako ostatní mamby se běžně snaží před nebezpečím co nejrychleji ustoupit. Využívá své rychlosti k vymanévrování predátora či hrozby a vzápětí zmizí, nejčastěji vysoko do korun stromů. Cítí-li se však tento hbitý had ohrožen, stává se, stejně jako ostatní mamby, smrtelně nebezpečným protivníkem. Začne se chovat velice agresivně. Vztyčí hlavu do výšky, hlasitě syčí a opakovaně prudce útočí.

### Potrava a nepřátelé
Tak jako ostatní mamby i mamba Jamesonova svoji kořist aktivně loví. Po prudkém útoku zakončeném smrtelným kousnutím se stáhne a vyčká, až oběť podlehne jejímu jedu. Vzhledem ke stromovému způsobu života tvoří značnou část její potravy ptáci. Loví však i drobné savce včetně hlodavců, jako jsou myši a krysy, dále netopýry a malé ještěry.
Hlavními nepřáteli těchto mamb jsou lidé a rozliční draví ptáci, jako například orel bojovný (Polemaetus bellicosus), orlík kejklíř (Terathopius ecaudatus) či orlík jestřábovitý (Dryotriorchis spectabilis). K dalším predátorům patří medojed kapský (Mellivora capensis), někteří hadi a příležitostně i různé druhy promyk.

## Jed
Tak jako u ostatních mamb je i jed mamby Jamesonovy vysoce neurotoxický. Mimo jiné složky jej tvoří i kardiotoxiny, a fascikuliny. K tomu se u tohoto druhu mohou přidávat i další hemotoxické a myotoxické složky. Průměrná dávka jedu při uštknutí touto mambou obsahuje asi 80 mg jedu, někteří jedinci však mohou při jediném uštknutí vstříknout až 120 mg jedu. Smrtelná dávka pro tento druh jedu činí 0,8 až 1 mg/kg. Smrt způsobená uštknutím mamby Jamesonovy se může, není-li okamžitě zahájena léčba, dostavit již po 30 až 120 minutách. Nicméně u neléčených pacientů se smrt v průměru dostavuje až po dvou až třech hodinách po uštknutí, může to však trvat i šest hodin či déle. Úmrtnost způsobená neléčeným uštknutím není přesně známa, říká se však, že je velmi vysoká.

## Poddruhy
- Dendroaspis jamesoni jamesoni (Traill, 1843)
- Dendroaspis jamesoni kaimosae (Loveridge, 1936)